# Yoo Won-chul
Dans ce nom coréen, le nom de famille, Yoo, précède le nom personnel.
Yoo Won-chul (né le 20 juillet 1984 à Masan) est un gymnaste artistique sud-coréen.

## Biographie
Yoo Won-chul remporte aux Jeux olympiques d'été de 2008 à Pékin la médaille d'argent en barres parallèles.
Cinquième du concours général par équipes, il participe aussi au concours général individuel et au concours des anneaux, sans dépasser le stade des qualifications.

## Palmarès

### Jeux olympiques
- Pékin 2008
  -  médaille d'argent aux barres parallèles.

### Championnats du monde
- Aarhus 2006
  -  médaille d'argent aux barres parallèles.

### Jeux asiatiques
- Doha 2006
  -  médaille de bronze au concours général par équipes.
- Canton 2010
  -  médaille de bronze au concours général par équipes.